# Bernthsen吖啶合成
Bernthsen吖啶合成（Bernthsen acridine synthesis）
二芳胺与氯化锌和羧酸或酸酐共热，生成吖啶的9-取代衍生物。
用氯化锌催化时的反应条件一般是在 200～270°C 下反应24小时。 用多聚磷酸催化可使反应温度降低，但同时反应产率也会下降。